# Bergkirche Büchenbronn

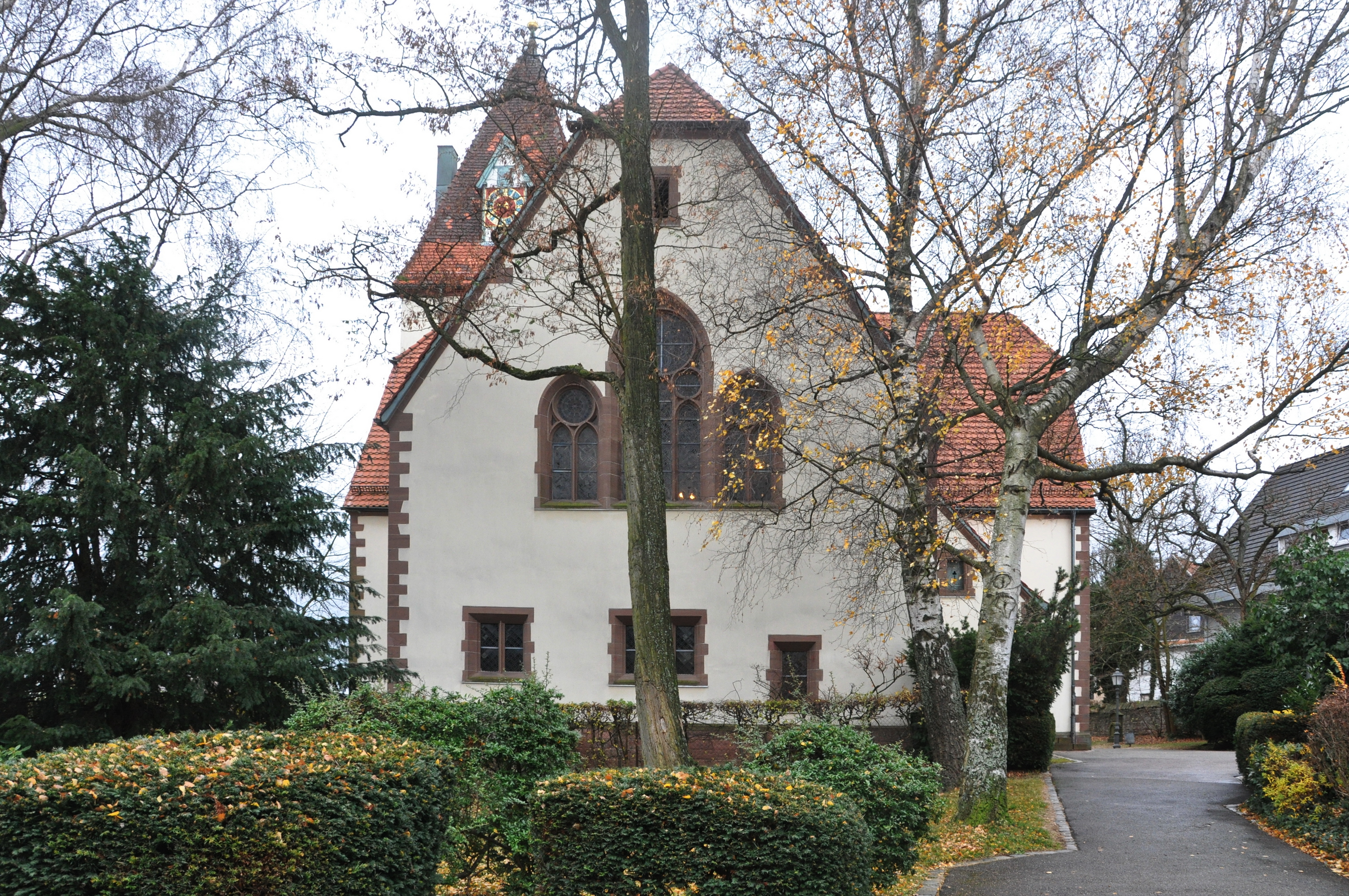
Bergkirche in Büchenbronn

Die Bergkirche in Büchenbronn, einem Stadtteil von Pforzheim in Baden-Württemberg, ist eine evangelische Pfarrkirche und die ursprüngliche Kirche des Ortes. Sie wurde wohl um 1400 erbaut, später mehrfach verändert und steht als Kulturdenkmal unter Denkmalschutz.

## Geschichte
Eine erste Kapelle in Büchenbronn wurde wohl um 1400 von Brötzingen aus errichtet und erscheint erstmals urkundlich 1442. Von dieser Kapelle blieb der Turmsockel der heutigen Kirche erhalten, das alte Langhaus schloss sich in Turmbreite nach Westen an, die alte Sakristei nach Süden. Nachdem Büchenbronn zunächst kirchlich Filiale von Brötzingen war, wurde der Ort 1496 zu einer eigenen Pfarrei. Der Grabstein des ersten Büchenbronner Pfarrers, Johannes Hiller († 1522), ist in der Sakristei der Kirche erhalten geblieben. Im 16. Jahrhundert wurde die Reformation eingeführt. Die Kirche war ursprünglich Unserer lieben Frau geweiht, ihre heutige Bezeichnung als Bergkirche rührt von ihrer landschaftlich exponierten Lage her.
1680 wurde das nahe Huchenfeld zur Pfarrei erhoben, der Büchenbronn als Filialort zugeordnet wurde. 1690 kam Büchenbronn dann kirchlich wieder als Filialort zu Brötzingen.
Eine bedeutende bauliche Veränderung erfuhr die Kirche im Jahr 1780, als ein beiderseits verbreitertes neues Langhaus errichtet wurde. In den Jahren 1900/01 wurde das Langhaus nach Plänen von Heinrich Henz abermals erneuert und vergrößert, wobei der südliche Teil noch den Grundmauern des Langhauses von 1780 folgt, nach Norden jedoch eine erhebliche kreuzförmige Erweiterung erfuhr.
1899 wurde die evangelische Gemeinde in Büchenbronn zum Vikariat, 1926 schließlich wieder zur Pfarrei.
Im Zweiten Weltkrieg erlitt die Kirche geringe Schäden durch Artilleriebeschuss. Außerdem mussten in beiden Weltkriegen Glocken zu Rüstungszwecken abgeliefert werden.
Ab 1946 diente die Bergkirche auch für Gottesdienste der römisch-katholischen Gemeinde, bevor diese 1965 ihre neue Heilig-Kreuz-Kirche einweihen konnte. 1974/75 wurde die Kirche umfassend renoviert.
Wo das ursprüngliche Begräbnis der Einwohner Büchenbronns war, ist unklar. Im 15. Jahrhundert wurden sie wie die Einwohner der anderen Kirchspielgemeinden Langenbrand, Waldrennach, Kapfenhardt, Grunbach, Salmbach und Engelsbrand in Brötzingen bestattet. Ab der Erhebung zur Pfarrei 1496 fand das Begräbnis der Büchenbronner dann wohl auf dem Kirchhof um die Bergkirche herum statt. Dabei blieb es auch, als Büchenbronn seine Pfarrei im 17. Jahrhundert wieder verlor. Der Friedhof um die Kirche wurde im frühen 19. Jahrhundert erweitert, aufgrund fehlender Erweiterungsmöglichkeiten im späten 19. Jahrhundert dann aber aufgegeben und durch den 1895 eingeweihten Reute-Friedhof ersetzt, dem 1987 der heutige Neue Friedhof folgte.

## Beschreibung
Die Kirche in Büchenbronn hat einen kreuzförmigen, mit dem Altarbereich nach Norden ausgerichteten Grundriss. Im südöstlichen Winkel des Kreuzes befindet sich der quadratische Kirchturm, dessen Sockel noch aus dem frühen 15. Jahrhundert stammt, während das Langhaus in den Jahren 1900/01 erbaut wurde. In den nordwestlichen Kreuzwinkel ist eine Sakristei eingezogen. An die südliche Giebelseite ist eine turmartige Vorhalle angebaut.
Die Kirche wird im Inneren von einer offenen hölzernen Tonnendecke überspannt und weist eine bauzeitliche farbige Ausgestaltung mit Anklängen an bäuerliche Volkskunst auf. Im Turmsockel, der einst als Chorturm diente, haben sich Reste spätgotischer Wandmalereien mit Szenen aus dem Leben Christi erhalten. Das Lindenholzkruzifix an der Ostwand der Kirche stammt aus dem 16. Jahrhundert.